# Прогни, Герхард
Герхард Прогни (алб. Gerhard Progni; род. 6 ноября 1986, Байрам-Цурри) — албанский футболист, полузащитник клуба «Вальбона».

## Карьера
Воспитанник футбольного клуба «Партизани». В сезоне 2004/05 с молодёжным составом клуба Прогни выиграл национальный чемпионат, тем самым привлёк внимание к себе и в конце сезона был приглашён на совместные тренировки со взрослым составом. После ухода с молодёжного состава «Партизани», Прогни был отдан в аренду на один сезон в клуб «Кастриоти» для получения игрового времени и опыта. В составе «Кастриоти» Прогни забил 3 гола и был неотъемлемым игроком стартового состава.
По истечении срока аренды, Прогни вернулся в родной клуб и подписал с ним трёхлетний контракт. В сезоне 2006/07 прочно закрепился в стартовом составе, в общей сложности сыграл 29 матчей и забил 2 гола. «Партизани» завершил сезон на четвёртой строчке чемпионата Албании. В следующем сезоне Прогни сыграл 11 матчей до середины сезона и в январе 2008 года покинул клуб.
В январе 2008 года Прогни подписал контракт с клубом «Беса». За сезон сыграл 16 матчей и забил один гол. Прогни также забил один гол в матче Кубка Албании против «Люфтетари». В следующем сезоне Прогни дебютировал на европейской арене, в частности, в Кубке Интертото против кипрского клуба «Этникос». «Беса» выиграла эту встречу по правилу выездного гола при счёте 1:1. Во втором круге «Беса» сыграла со швейцарским «Грассхоппером», швейцарцы выиграли со счётом 5:1 по сумме двух матчей, Прогни сыграл по 90 минут в обеих встречах. Сезон для «Бесы» не удался и клуб завершил его на седьмой строчке чемпионата Албании. Тем не менее, Прогни забил 4 гола в 28 матчах, плюс забил 3 гола в шести кубковых матчах.
После сезона 2008/09 Прогни покинул «Бесу» и во время летнего трансферного окна присоединился к тиранскому «Динамо». По прибытии в клуб Прогни столкнулся с сильной конкуренцией и не смог закрепиться в основном составе. В январе Прогни покинул клуб, сыграв всего шесть матчей. Во всех шести матчах Прогни выходил на замену. Свой единственный гол забил в матче Кубка Албании против «Адриатику Мамурраш».
В январе 2010 года Прогни подписал контракт с клубом «Фламуртари». Сразу же закрепился в стартовом составе, сыграл 16 матчей до конца сезона. В следующем сезоне Прогни забил 6 голов в 30 матчах, «Фламуртари» завершил сезон на втором месте чемпионата Албании. В конце сезона Прогни отправился на просмотр в румынский «Оцелул». Однако, румынский клуб не проявил особого интереса к Прогни, и ему пришлось вернуться в «Фламуртари». В сезоне 2011/12 Прогни сыграл два матча в Лиге Европы против чешского «Баумита». «Баумит» выиграл со счётом 7:1 по сумме двух матчей. В чемпионате Албании Прогни сыграл 28 матчей и забил 8 голов.
Летом 2012 года Прогни подписал контракт с клубом «Кукеси», который получал весьма приличную поддержку спонсоров с целью стать одним из ведущих клубов страны. В октябре 2013 года Прогни стал капитаном команды.
10 июня 2014 года Прогни подписал однолетний контракт со «Скендербеу». Прогни был приобретён как замена Гьергу Музаке, который перешёл в «Фламуртари». 5 августа 2015 года в матче третьего квалификационного раунда Лиги Чемпионов 2015/16 против молдавского «Милсами» Прогни забил второй гол на 55-й минуте и установил счёт 0:2. «Скендербеу» выиграл со счётом 4:0 по сумме двух матчей и прошёл в раунд плей-офф.
23 июня 2016 года Прогни перешёл в азербайджанский клуб «Зиря».

## Достижения
«Фламуртари»
- Вице-чемпион Албании: 2010/11

«Кукеси»
- Вице-чемпион Албании: 2012/13, 2013/14
- Финалист Кубка Албании: 2013/14

«Скендербеу»
- Чемпион Албании: 2014/15
- Обладатель Суперкубка Албании: 2014

## Статистика
| Клуб             | Сезон            | Лига                | Лига  | Лига | Кубок | Кубок | Еврокубки | Еврокубки | Другое | Другое | Всего | Всего |
| Клуб             | Сезон            | Дивизион            | Матчи | Голы | Матчи | Голы  | Матчи     | Голы      | Матчи  | Голы   | Матчи | Голы  |
| ---------------- | ---------------- | ------------------- | ----- | ---- | ----- | ----- | --------- | --------- | ------ | ------ | ----- | ----- |
| Партизани        | 2003/04          | Албанская Суперлига | ?     | ?    | ?     | ?     | —         | —         | —      | —      | ?     | ?     |
| Партизани        | 2004/05          | Албанская Суперлига | ?     | ?    | ?     | ?     | —         | —         | —      | —      | ?     | ?     |
| Партизани        | 2006/07          | Албанская Суперлига | 29    | 2    | ?     | ?     | —         | —         | —      | —      | 29    | 2     |
| Партизани        | 2007/08          | Албанская Суперлига | 11    | 0    | ?     | ?     | —         | —         | —      | —      | 11    | 0     |
| Партизани        | Всего            | Всего               | 40    | 2    | ?     | ?     | —         | —         | —      | —      | 40    | 2     |
| Кастриоти        | 2005-06          | Первая лига Албании | 3+    | 3    | ?     | ?     | —         | —         | —      | —      | 3+    | 3     |
| Кастриоти        | Всего            | Всего               | 3+    | 3    | ?     | ?     | —         | —         | —      | —      | 3+    | 3     |
| Беса             | 2007/08          | Албанская Суперлига | 16    | 1    | ?     | ?     | —         | —         | —      | —      | 16    | 1     |
| Беса             | 2008/09          | Албанская Суперлига | 28    | 4    | 6     | 3     | 4         | 0         | —      | —      | 38    | 7     |
| Беса             | Всего            | Всего               | 44    | 5    | 6     | 3     | 4         | 0         | —      | —      | 64    | 8     |
| Динамо (Тирана)  | 2009/10          | Албанская Суперлига | 6     | 0    | 3     | 1     | —         | —         | —      | —      | 9     | 1     |
| Динамо (Тирана)  | Всего            | Всего               | 6     | 0    | 3     | 1     | —         | —         | —      | —      | 9     | 1     |
| Фламуртари       | 2009/10          | Албанская Суперлига | 14    | 0    | 0     | 0     | —         | —         | —      | —      | 14    | 0     |
| Фламуртари       | 2010/11          | Албанская Суперлига | 30    | 6    | 2     | 0     | —         | —         | —      | —      | 32    | 6     |
| Фламуртари       | 2011/12          | Албанская Суперлига | 25    | 8    | 12    | 1     | 2         | 0         | —      | —      | 39    | 9     |
| Фламуртари       | 2012/13          | Албанская Суперлига | —     | —    | —     | —     | 1         | 0         | —      | —      | 1     | 0     |
| Фламуртари       | Всего            | Всего               | 69    | 14   | 14    | 1     | 3         | 0         | —      | —      | 86    | 15    |
| Кукеси           | 2012/13          | Албанская Суперлига | 25    | 6    | 9     | 2     | —         | —         | —      | —      | 34    | 8     |
| Кукеси           | 2013/14          | Албанская Суперлига | 29    | 4    | 9     | 2     | 8         | 1         | —      | —      | 46    | 7     |
| Кукеси           | Всего            | Всего               | 54    | 10   | 18    | 4     | 8         | 1         | —      | —      | 80    | 15    |
| Скендербеу       | 2014/15          | Албанская Суперлига | 31    | 5    | 5     | 2     | 2         | 0         | 1      | 0      | 39    | 7     |
| Скендербеу       | 2015/16          | Албанская Суперлига | 22    | 4    | 5     | 1     | 11        | 1         | 0      | 0      | 38    | 6     |
| Скендербеу       | Всего            | Всего               | 53    | 9    | 10    | 3     | 13        | 1         | 1      | 0      | 67    | 13    |
| Всего за карьеру | Всего за карьеру | Всего за карьеру    | 269   | 43   | 51    | 12    | 28        | 2         | 1      | 0      | 349   | 57    |